# Maasvallei Limburg
Maasvallei Limburg is vanaf 10 januari 2018 een beschermde oorsprongsbenaming voor wijn geproduceerd in een afgebakend gebied aan weerszijden van de Maas in Belgisch Limburg en Nederlands Limburg. De bescherming van deze appellatie werd op 12 mei 2016 aangevraagd  en de Europese Commissie heeft het besluit tot bescherming genomen op 20 december 2017 en een dag later gepubliceerd.
Het was de eerste maal dat een beschermde oorsprongsbenaming werd verleend voor een grensoverschrijdende wijnstreek.

## Wijnbouwgebied
Het gebied "Maasvallei Limburg" maakt deel uit van de alluviale vlakte van de grindige Maas. De ondergrond bestaat uit een 5 à 15 m dikke grindlaag, met daarboven een dikke leemlaag.
Het afgebakende gebied omvat de volgende gemeenten:
- in Belgisch Limburg: Kinrooi, Maaseik, Dilsen-Stokkem, Maasmechelen en Lanaken;
- in Nederlands Limburg: Stein, Sittard-Geleen, Echt-Susteren, Maasgouw, Roermond, en Leudal.

De wijngaarden mogen niet meer dan ongeveer 1,5 km van de Maas verwijderd liggen.
De eerste professionele wijngoederen die de appellatie "Maasvallei Limburg" mogen gebruiken zijn wijndomein Aldeneyck in Aldeneik (Maaseik) en wijngoed Thorn in Thorn.

## Druiven
De toegestane druivenrassen zijn:
- voor witte wijn: auxerrois, chardonnay, gewürztraminer, pinot blanc, pinot gris en riesling;
- voor rode wijn: acolon, dornfelder en pinot noir.